# Republikflucht

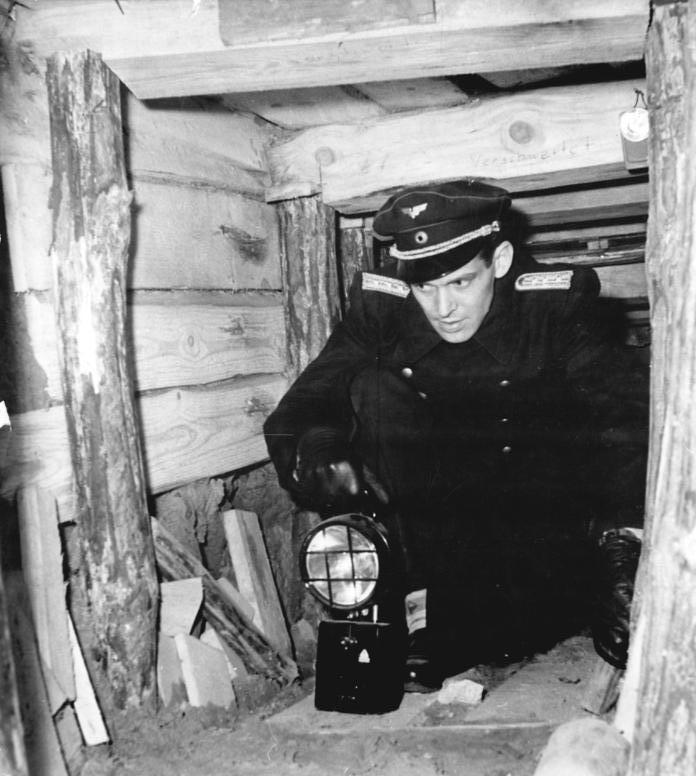
Oost-Duits agent in een ontdekte vluchttunnel (1962)

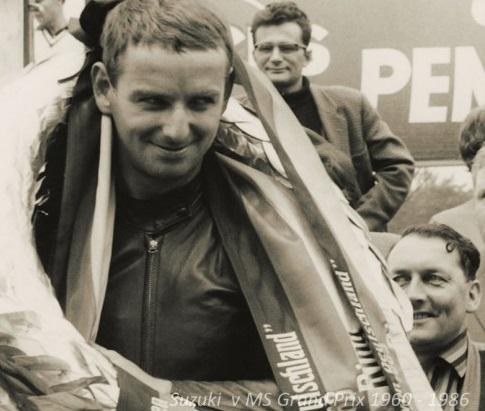
Motorcoureur Ernst Degner wilde zijn vrouw Gerda op 13 augustus 1961 met de S-Bahn naar West-Berlijn laten vluchten om vervolgens zelf na de Ulster Grand Prix ook te vluchten. Gerda ontdekte dat precies op die dag de grens gesloten werd. Ze werd op 17 september door een vriend met de kinderen naar het Westen gesmokkeld, Ernst zelf ontsnapte in de nacht van 17 op 18 september 1961 dankzij technici van Suzuki na de Grand Prix van Zweden. Hij betaalde Suzuki met de blauwdrukken van de Oost-Duitse MZ-racemotoren, die hij ontvreemd had.

Republikflucht is de term die door de Duitse Democratische Republiek (DDR) werd gehanteerd voor de vlucht van Oost-Duitsers naar de Bondsrepubliek en West-Berlijn. In het westen werd wel gesproken over een stemming met de voeten, aangezien er geen vrije verkiezingen in de DDR plaatsvonden.
De grootste groep mensen vluchtte tussen 1949 en 13 augustus 1961, toen de Berlijnse Muur werd gebouwd. In die periode vluchtten tussen de tweeënhalf en drie miljoen mensen, zo'n 15% van de toenmalige bevolking. Vanaf 1952 werd de Duits-Duitse grens door de DDR afgegrendeld, maar was de grens tussen Oost- en West-Berlijn nog open. Na de bouw van de Berlijnse Muur in 1961 was de grens zodanig versterkt met landmijnen, wachttorens en soldaten met een schietbevel dat relatief weinig mensen de vlucht waagden. Het aantal vluchtelingen liep terug tot enkele honderden per jaar. In deze periode zijn ten minste 270 mensen aan de grens gedood. Conrad Schumann is de beroemdste persoon die het wel gelukt is.
De Republikflucht was ondergebracht in paragraaf 213 van het Wetboek van Strafrecht van de DDR van 12 januari 1968. Hier werden de straffen voor een Ungesetzlicher Grenzübertritt bepaald. De strafmaat was twee jaar en bij zware gevallen vijf jaar. In 1979 werd de strafmaat voor zware gevallen verhoogd naar acht jaar. Onder zware gevallen vielen ook het vervalsen van documenten en het gebruikmaken van een verstopplaats. Ongeveer 75.000 mensen kregen een veroordeling wegens een poging tot Republikflucht.
De openstelling van de grens tussen Hongarije en Oostenrijk in 1989 leidde wederom tot een enorme stroom vluchtelingen. In september 1989 verlieten 40.000 mensen de DDR. Deze vluchtelingenstroom droeg mede bij aan de ineenstorting van de DDR.
Als Oost-Duitsers naar West-Duitse televisie (Westfernsehen) keken, werd dit ook wel Republikflucht via Fernsehen genoemd.